# Polecam
 (décembre 2023).
 (décembre 2023).
La polecam est une petite grue portable, sur laquelle on peut placer une paluche. L'opérateur s'en sert un peu comme un perchman se sert d'une perche micro.